# Sątop
Sątop (niem. Sontopp, w latach 1938–1945 Santop) – osada w Polsce położona w województwie warmińsko-mazurskim, w powiecie nidzickim, w gminie Kozłowo. W latach 1975–1998 miejscowość administracyjnie należała do województwa olsztyńskiego.
Dawniej wieś nosiła nazwę Santop, w wieku XIX Sontop oraz Sontopp. W 1454 r. wieś lokowana była na 20 łanach na prawie chełmińskim. W 1858 roku do wsi należało 1358 morgów ziemi. W roku 1818 było tu 9 domów (zamieszkałych przez 56 osób), w 1871 – 10 domów i 62 osoby, a w 189 – 12 domów z 87 mieszkańcami. W 1939 roku we wsi mieszkało 81 osób.
Zobacz też: Sątopy